# Rotes Kreuzchen (Hochkirchen)

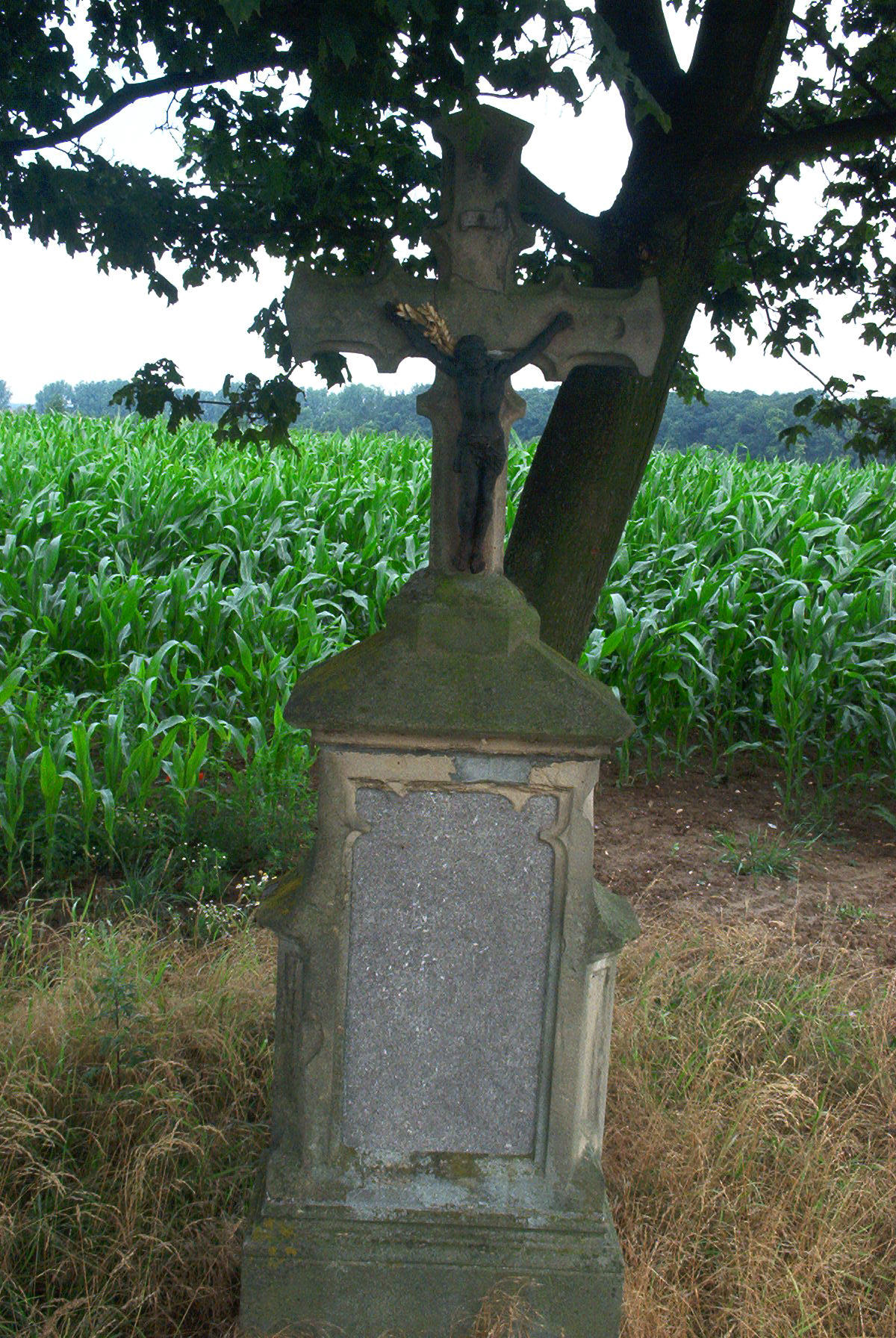
Das Rote Kreuzchen

Das denkmalgeschützte Rote Kreuzchen steht etwa 200 Meter vom östlichen Ortsrand von Hochkirchen im Kreis Düren, Nordrhein-Westfalen, entfernt an der Kreisstraße 16. 
Das im Volksmund „Et rude Krözzje“ (das rote Kreuzchen) genannte Kreuz besteht aus Sandstein und ist etwa zwei Meter hoch. Von der einstigen Beschriftung Gott bewahre uns vor Blitz und Ungewitter ist nichts mehr zu erkennen.
Das Kreuz wurde im Rahmen einer Flurbereinigung 1970 etwa 50 Metern in nordwestliche Richtung versetzt. Am jetzigen Standort befand sich bis etwa 1900 ein rot gestrichenes Holzkreuz, wovon aber nicht der Name abgeleitet worden sein soll. Der wird von einer Sage abgeleitet, die wie folgt lautet:
„Als vor Jahrhunderten ein Hochkirchener etwas verliehen hatte, das ihm nach langer Zeit nicht zurückgegeben worden war, trafen sich Leiher und Verleiher an der Stelle, an der jetzt das Kreuz steht. Der Verleiher forderte den Leiher auf, ihm die Sache endlich zurückzugeben. Sie gerieten darüber in Streit, in dessen Verlauf der Verleiher vom Leiher erschlagen wurde.“
Noch heute heißt es im Dorf, wenn man eine verliehene Sache nicht bald zurückbekommt: „Das kannst du dir am roten Kreuzchen wieder holen gehen.“
Der linke Arm des Kreuzes wurde im Jahr 2015 wieder angefügt. 
Das Wegekreuz wurde am 14. März 1985 in die Denkmalliste der Gemeinde Nörvenich unter Nr. 37 eingetragen.